# DocBook
DocBook — подмножество языка разметки SGML или XML, предназначенное для разметки документов, такое же, как HTML для разметки веб-документов.
Текущая версия DocBook V5.1 — официальный стандарт OASIS.
Преобразованием DocBook-документа в форматы, доступные для печатного или просто визуального представления (в том числе PDF, HTML, man-страницы) занимаются различные утилиты, обычно осуществляющие такое преобразование на основе настраиваемых шаблонов, или «таблиц стилей» (DSSSL или XSL), то есть происходит настоящая изоляция структуры документа от визуального представления.
В отличие от HTML-документа, DocBook-документ не рассматривается как конечный формат, поэтому, например, один документ в этом формате после преобразования может выглядеть и как один большой документ со сложной структурой, и как набор небольших простых документов-глав.
DocBook разрабатывался для создания технической документации, но может использоваться и в других целях (для создания сайтов, с преобразованием в HTML; для создания презентаций).

## Пример
```
 
<?xml version="1.0" encoding="UTF-8"?>

 
<book
 
xml:id=
"simple_book"
 
xmlns=
"http://docbook.org/ns/docbook"
 
version=
"5.0"
>

   
<title>
Very
 
simple
 
book
</title>

   
<chapter
 
xml:id=
"chapter_1"
>

     
<title>
Chapter
 
1
</title>

     
<para>
Hello
 
world!
</para>

     
<para>
I
 
hope
 
that
 
your
 
day
 
is
 
proceeding
 
<emphasis>
splendidly
</emphasis>
!
</para>

   
</chapter>

   
<chapter
 
xml:id=
"chapter_2"
>

     
<title>
Chapter
 
2
</title>

     
<para>
Hello
 
again,
 
world!
</para>

   
</chapter>

 
</book>

```

## История
Разработка DocBook началась в 1991 году и, в разное время, развивалась и поддерживалась различными организациями:
- 1991—1994: HaL Computer Systems и O’Reilly & Associates (+большое влияние Novell и Digital)
- 1994—1998: Davenport Group (+ большое влияние Novell и Sun)
- 1998—2007: OASIS. DocBook XML v4.5
- 2 августа 2008 года: OASIS. DocBook XML v5.0
- 22 ноября 2016 года: OASIS. DocBook XML v5.1